# 埃施河 (伍珀河支流)
51°8′15″N 7°8′52″E / 51.13750°N 7.14778°E
埃施河（德語：Eschbach，發音：[ˈɛʃbax]）是德國北萊茵-威斯特法倫州的河流，位於該國西部，屬於伍珀河的左支流，河道全長12公里，流域面積33.3平方公里。

## 參考資料

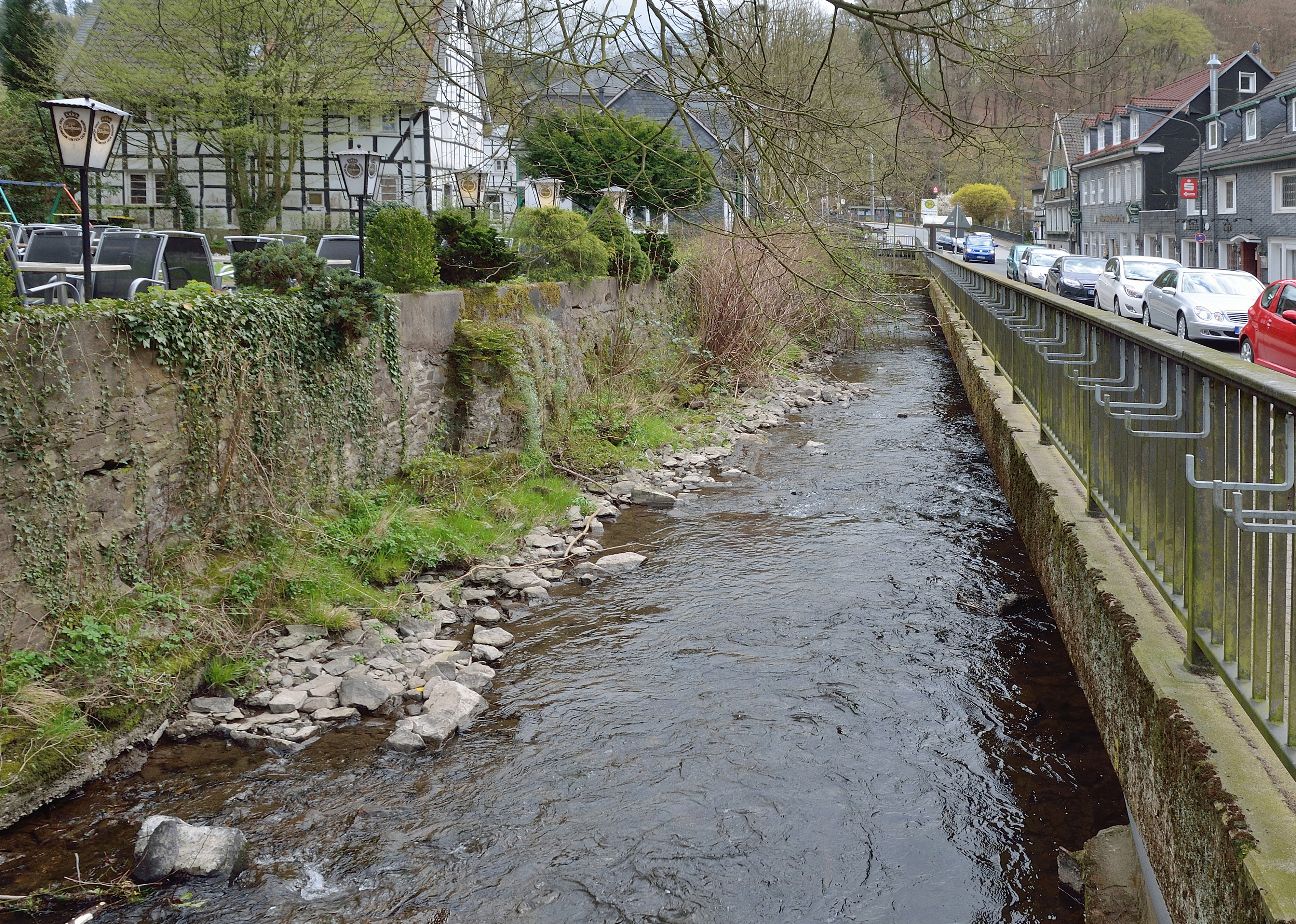